# Limburg Shotguns
De Limburg Shotguns is een Belgisch Americanfootballteam met thuisbasis Korspel, Beringen.

## Historiek
Het team werd in 2008 opgericht. Zij behoren met nog acht andere Vlaamse teams tot de conferentie van de Flemish American Football League (FAFL) in de Belgian Football League (BFL).
In 2021 werd de club voor het eerst Belgisch landskampioen. Sinds 2022 spelen de Shotguns in de nieuwe BNL en bereikten de finale waar zij verloren tegen de Amsterdam Crusaders.

## Eregalerij
- Belgisch kampioen: 2021
- BNL: vicekampioen 2022

| Helmet   |      |           |
| Left arm | Body | Right arm |
| Trousers |      |           |
| Socks    |      |           |
| Thuis    |      |           |

| Helmet   |      |           |
| Left arm | Body | Right arm |
| Trousers |      |           |
| Socks    |      |           |
| Heen     |      |           |